# Carebarella alvarengai
Carebarella alvarengai (лат.) — вид южноамериканских муравьёв подсемейства мирмицины (Myrmicinae). Эндемик Южной Америки: Бразилия (Mato Grosso). Длина самки около 13 мм. Окраска желтовато-коричневая. Усики 11-члениковые (редко 10). Длина головы 1,7 мм (ширина — 2,2 мм). Максимальный диаметр глаза — 0,4 мм. Длина груди — 4 мм. Длина переднего крыла — 14 мм. Жвалы с 4 зубцами. Нижнечелюстные щупики 3-члениковые, нижнегубные щупики состоят из 2 сегментов.
Вид был описан в 1975 году бразильским мирмекологом Вальтером Кемпфом (W. Kempf, Университет Бразилиа, Бразилия) и назван в честь Moacir Alvarengai, собравшего типовую серию.